# Lost Horizon (Band)
Lost Horizon (engl. für „Verlorener Horizont“) ist eine Power-Metal-Band aus Göteborg, Schweden.

## Geschichte
Im Jahre 1990 gründeten zukünftige HammerFall-Mitglieder die Band Highlander, welche 1994 auf Eis gelegt und Ende der neunziger Jahre reaktiviert wurde. 1998 umbenannt in Lost Horizon, umfasste die Band nun Christian Nyquist, Wojtek Lisicki und Martin Furängen (beide ehemals Luciferion). Nach zwei Jahren der Vorbereitung und Zielsetzung begann die Band mit ersten Demoaufnahmen, im gleichen Zeitraum stieß Sänger Daniel Heiman hinzu. Nachdem die Aufnahmen abgeschlossen waren, bekundeten viele Plattenlabel Interesse an einem Vertrag; man entschied sich für Music for Nations. Im Zeitraum von März bis August 2000 wurde das Debütalbum Awakening the World aufgenommen, welches ein Jahr später (2001) veröffentlicht wurde. Innerhalb von wenigen Monaten wurde das Album mehr als 200.000 mal verkauft und die Band gab eine große Zahl an Interviews, ohne dass man vorher auf Tournee gegangen wäre. Es folgte eine Reihe von Auftritten in ganz Europa.
Im Januar 2002 begannen Lost Horizon die Arbeit an ihrem zweiten Album A Flame to the Ground Beneath, welches im Mai desselben Jahres fertiggestellt und 2003 veröffentlicht wurde. Dem Erfolg des Debüts zum Trotz bezeichnen die Bandmitglieder ihr zweites Werk als ausgereifter. Unmittelbar nach der Veröffentlichung verließ Lisicki die Band, um ihr 2004 wieder beizutreten. Heiman und Olsson hingegen kehrten Lost Horizon endgültig den Rücken und gründeten ihrerseits Heed. Der Mitgliederschwund brachte das Fortschreiten der Band ins Stocken, bis man sich 2008 wieder zusammenfand und in Eigenproduktion (ohne Label) Lieder für ein neues Album aufnahm. Der Vollendung der Aufnahmen steht bislang die Tatsache im Weg, dass noch kein neuer Sänger gefunden wurde.

## Stil
Die Band spielt die europäische Variante von Power Metal mit starken epischen Einflüssen. Ein gewisses soziales Engagement sehen die Bandmitglieder in ihren Liedtexten, welche die Hörer seelisch stärken sollen und sich besonders an Personen richten, welche sich in einer Krise befinden.

## Diskografie
- Awakening the World – The Sampler (Demo; 2001)
- Awakening the World (Studioalbum; 2001)
- Cry of a Restless Soul (Demo; 2003)
- A Flame to the Ground Beneath (Studioalbum; 2003)